# Посмотри в глаза
«Посмотри в глаза» — песня, записанная советской и российской певицей Натальей Ветлицкой для её дебютного студийного альбома «Посмотри в глаза» (1992).

## История создания
Песня была написана Андреем Зуевым, музыкантом родом из Новосибирска. Юрий Яроцкий в газете «Коммерсантъ» писал, что «бывший лабух из Новосибирска переехал в Москву и буквально нашел там счастье: познакомился с Натальей Ветлицкой и написал для неё песни „Посмотри в глаза“ и „Магадан“. Последняя, кстати, до сих пор остается одним из самых сюрреалистических образцов ранней постсоветской эстрады, за что автору большое человеческое спасибо». Андрей Зуев рассказывал, что написал песню «слева направо», объясняя, что он пытался делать музыку по-новому, но до этого у него практически не было ни одной песни. Он самостоятельно занимался продюсированием и аранжировкой.

На самом деле очень многие воротили нос. Не только от песни, вообще: говорили — мол, зачем Наталье это нужно? Она была тогда человек светский, никто не верил, что из неё получится певица. Такая скорее тусовщица, танцовщица какая-то. А мне с самого начала казалось, что это должно выстрелить. Иногда бывает ощущение, что попал.— Андрей Зуев
Сопродюсером песни выступил Игорь Матвиенко, который спродюсировал припев. Он отмечал, что при создании композиции музыканты ориентировались на западные аналоги. «Дело в том, что мы живем в исторически закомплексованной стране. Естественно, что и кино, и музыка все время смотрят в сторону Запада. Мы всегда за ними повторяем… И Наталья не была исключением. Но при этом с такими настроениями обычно ни у кого ничего не получается — а у Натальи получилось. Она прямо с первой песни взлетела».

## Музыка и текст песни
«Посмотри в глаза» — это танцевальная поп-композиция. Матвиенко говорил, что при записи использовались несколько элементов из песни «Deep in Vogue» Мальколма Макларена, которая была очень популярной на тот момент. В композиции присутствует соло на саксофоне. В припеве Ветлицкая поёт: «Но больше не звони и меня не зови/ Я забуду про всё, что ты говорил/ Я верну тебе всё, что ты подарил». Для альбома также был записан ремикс на песню, в стиле техно. Сергей Нечаев в «Огоньке» писал, что «именно техно-ремикс её песни „Посмотри в глаза“, сделанный в 93-м, предвосхитил моду на этот вид музыкальной продукции; тогда техно было андерграундом».

## Реакция критики
Алексей Мажаев в InterMedia положительно описывал песню, отмечая, что она производит странный эффект: «…вот ведь феномен: в песне вроде бы ничего нет, в клипе ничего не происходит, а и то, и другое — настоящее», — писал автор. В декабре 2011 года, журнал «Афиша» включил композицию в свой редакционный список «Самых ярких и запомнившихся русских поп-хитов за последние 20 лет». Отмечая, что Ветлицкая — воплощение всего того, за что можно любить российскую поп-музыку, в издании писали: «С ней как-то все совпало… Голос, всегда певший с какой-то трудноуловимой самоиронией. Тонкие и звонкие песни, в которых эротизм парадоксальным образом сочетался с непорочностью». В 2011 году журнал Time Out включил «Посмотри в глаза» в свой редакционный список «100 песен, изменивших нашу жизнь». Говоря о Ветлицкой, как о «поп-гордости нации», в издании писали: «Нельзя, конечно, утверждать, что Наталья Ветлицкая — первая постсоветская поп-дива — затмила тогда популярность Пугачевой, однако в конце 1992 года её песню „Посмотри в глаза“ не знал разве что глухой. И любить попсу было совсем не стыдно!»

## Клип

Наталья Ветлицкая в голубом платье, подаренном ей Жанной Агузаровой (кадр из видеоклипа)

В 1991 году на песню был снят первый музыкальный клип Натальи Ветлицкой. Режиссёрами выступили Фёдор Бондарчук и Тигран Кеосаян, в это время Тигран Кеосаян встречался с Ветлицкой, а Бондарчук жил у него дома. Оператором — Сергей Козлов. Последний рассказывал, что на тот момент у них в Москве сложилась своя «тусовка», в которую входили он, Бондарчук, Тигран Кеосаян и Ветлицкая. В какой-то момент они собрались вместе и решили снять клип. Команда договорилась о бесплатном использовании павильона во ВГИКе. Козлов, также бесплатно, достал единственный на всю страну телевизионный кран и камеру. Клип был снят без сценария. «Сплошная импровизация и никаких раскадровок. Кто-то решил залезть на рояль, охранник стукнулся головой об лампу — мы не ставили эти сцены, все было случайно. У нас был длинный съемочный день, уходящий в ночь. Я всех постарался снять. Самого себя и Федю — он там смотрит в камеру и закрывает её рукой», — рассказывал Сергей Козлов. Матвиенко говорил, что образ Ветлицкой в клипе был собирательный: «и Мадонна, и кто только не. Хотя мы об образе тогда особенно не думали». Сама исполнительница говорила, что сыграла один из образов, которые она реализовывала в различных своих работах. «Я сделала несколько разнохарактерных видеообразов. Клип „Посмотри в глаза“ — девушка из модельного бизнеса, клип „Душа“ — добрая фея из сказки, „Погасите свет“ — романтическая героиня, „Плейбой“ — фривольная девушка», — рассказывала артистка в интервью «Новым известиям». Также Наталья рассказывала, что платье, в котором она снималась, ей подарила Жанна Агузарова: «Жанна Агузарова в ту пору мне подарила ещё очень красивое шелковое голубое платье 1960-х годов, в котором я снималась в первом своем клипе „Посмотри в глаза“». В эпизодической роли в клипе снялся Владимир Турчинский.
Мы были молодыми, наглыми, модными, делали что-то абсолютно новое, и делали это совершенно по-другому, нежели кто-то до нас. Нам очень хотелось отличаться от всего того, что показывали в «Утренней почте». Еще в 80-е годы, учась во ВГИКе, я пересмотрел все клипы Thompson Twins, The Human League. То есть весь нью-вейв английский… И мы шли их путём. И считали себя новаторами. И были ими, наверное, на тот момент.
В октябре 1992 года клип получил главный приз на московском фестивале кино-видеоклипов Generation-92. Экспертное жюри присудило Бондарчуку первое место и приз в 150 тысяч рублей за режиссёрское мастерство. Ролик был выдвинут на соискание премии европейского MTV. Бондарчук говорил, что видео помогло ему реализоваться в роли режиссёра и впоследствии он создал компанию «Art Pictures group», занимавшуюся производством музыкальных клипов. «Тогда моя персона волновала людей только потому, что сын великого советского режиссёра вдруг занялся совершенно неведомым делом. Никто не понимал, что такое видеоролик или музыкальный клип. Именитые режиссёры во всём этом видели только деньги и малые формы, недостойные кисти больших художников. А ведь если посмотреть с профессиональной точки зрения, это такая возможность творить и экспериментировать: с изображением, с монтажом — с чем угодно!», — говорил режиссёр.
Видеоклип был назван одним самых значимых для российской поп-музыки. Алексей Мажаев писал, что видео подтолкнуло к развитию целую индустрию российского производства видеоклипов. «…композиция „Посмотри в глаза“ дала толчок развитию целой индустрии — российскому клипмейкерству. Тигран Кеосаян и Фёдор Бондарчук, совместно сделавшие этот, снимать клипы сначала не умели; увидели Ветлицкую — сразу научились», — писал журналист. В «Афише» писали, что «кисточка, припудривавшая попу Ветлицкой в видео „Посмотри в глаза“, навсегда стала символом того, что в новой свободной России возможна новая свободная эстрада».
Также клип попал в рейтинг издания Meduza «30 величайших клипов в истории музыки».

## Участники записи
- Наталья Ветлицкая — вокал
- Андрей Зуев — автор, продюсер, аранжировщик
- Игорь Матвиенко — сопродюсер

## Награды и номинации
| Год  | Награда                 | Номинированная работа | Категория   | Результат |
| ---- | ----------------------- | --------------------- | ----------- | --------- |
| 1992 | Поколение-92            | «Посмотри в глаза»    | Лучший клип | Победа    |
| 1992 | MTV Europe Music Awards | «Посмотри в глаза»    | Лучший клип | Номинация |

### Рейтинги и списки
| Издание | Страна | Рейтинг/список                                                        | Год  | Источник |
| ------- | ------ | --------------------------------------------------------------------- | ---- | -------- |
| TimeOut | Россия | «100 песен, изменивших нашу жизнь»                                    | 2011 | [ 4 ]    |
| «Афиша» | Россия | «Самые яркие и запомнившиеся российские поп-хиты за последние 20 лет» | 2011 | [ 3 ]    |